# Agonum versutum
Agonum versutum es una especie de escarabajo del género Agonum, familia Carabidae. Fue descrita científicamente por Sturm en 1824.
Esta especie se encuentra en la mayor parte del territorio europeo.